# فهرست بها
فهرست بها (انگلیسی: List price) فهرستی از قیمت‌های مختلف از حجم واحد مصالح یا خدمات قابل ارائه پیمانکاران عمرانی می‌باشد. برای محاسبه هزینه کلی یک پروژه، بر اساس یک فهرست بهای پایه، کافیست حجم‌های مربوط به آن پروژه را، در میزان قیمت مشخص شده آنها در فهرست بها ضرب گردد و مجموع آنها قیمت پروژه، بر اساس فهرست بهای آن سال، خواهد بود.
در ایران، هر سال سازمان برنامه و بودجه، فهرست بهای واحد رشته‌های مختلف پروژه‌های عمرانی را منتشر می‌کند. در این فهرست‌های بها، قیمت (بهای) واحد، مثل یک متر مکعب خاک‌برداری یا یک متر مکعب بتن با عیار ۲۵۰ و غیره، به ریالمابازای هر واحد مربوط به آن کار عمرانی نوشته می‌شود.